# Marquesado de Pidal
El marquesado de Pidal es un título nobiliario español creado por la reina Isabel II el 25 de octubre de 1846 (Real Despacho de 7 de julio de 1847) para premiar a Pedro José Pidal y Carniado, ministro de la Corona, embajador de España ante la Santa Sede, director de la Real Academia de la Historia y caballero del Toisón de Oro. Contó con el vizcondado previo de Villaviciosa. 

## Marqueses de Pidal
| Creación por Isabel II | Creación por Isabel II            | Creación por Isabel II |
| ---------------------- | --------------------------------- | ---------------------- |
| I                      | Pedro José Pidal y Carniado       | 1846-1865              |
| II                     | Luis Pidal y Mon                  | 1867-1913              |
| III                    | Alfonso Pidal y Chico de Guzmán   | 1914-1954              |
| IV                     | Luis Pidal Fernández-Hontoria     | 1956-1985              |
| V                      | Pedro José Pidal y Allendesalazar | 1986-2015              |
| VI                     | Elena Pidal Tarquís               | 2016-pres.             |

## Historia de los marqueses de Pidal
I. Pedro José Pidal y Carniado (Villaviciosa, 25 de noviembre de 1799-Madrid, 28 de diciembre de 1865), i marqués de Pidal, caballero del Toisón de Oro, de la Orden de Carlos III y de la de San Fernando. Fue embajador y ministro de la Corona.
Casó con Manuela Mon y Menéndez (1802-1889). En 1867 le sucedió su hijo:
II. Luis Pidal y Mon (Madrid, 7 de febrero de 1842-Madrid, Madrid, 19 de diciembre de 1913), ii marqués de Pidal, caballero del Toisón de Oro y gran cruz de la Orden Americana de Isabel la Católica. Al igual que su padre, fue embajador y ministro de la Corona, así como presidente del Consejo de Estado y del Senado.
En 1884 casó con Cristina Chico de Guzmán y Muñoz (1855-1932). En 1914 le sucedió su hijo:
III. Alfonso Pidal y Chico de Guzmán (Madrid, 29 de septiembre de 1887-Torrelavega, 14 de julio de 1954), iii marqués de Pidal. Diputado a Cortes (1914-1923) y director general de Prisiones en 1919.
Casó con Adelaida Fernández-Hontoria y Uhagón. En 1956 le sucedió su hijo:
IV. Luis Pidal Fernández-Hontoria (Torrelavega, 30 de agosto de 1912-Madrid, 12 de abril de 1985), iv marqués de Pidal.
Casó en 1950 con María de los Desamparados de Allendesalazar y Travesedo (1922-2010). En 1986 le sucedió su hijo:
V. Pedro José Pidal y Allendesalazar (21 de abril de 1951-Murcia, 14 de noviembre de 2015), v marqués de Pidal.
Casó con María del Sagrario Tarquis Moya (f. 1998). En 2016 le sucedió su hija:
VI. Elena Pidal Tarquís, vi marquesa de Pidal.
Casó con Homayoun Nakhai Nour. Con descendencia.